# Котленци
Котленци са жителите на град град Котел, България.

## Родени
- Алтънлъ Стоян, войвода и хайдутин
- Асен Пападопов (1864 – ?), български военен деец, генерал-майор
- Атанас Гранитски (1825 – 79), енциклопедист
- Анастас Кипиловски (1802 – 1870), възрожденски книжовник
- Васил Берон (1824 – 1909), лекар, книжовник, общественик
- Васил Делов (1859 – ?), български военен деец, генерал-майор
- Васил Киселков (1887 – 1973), славист
- Бончо Боев (1859 – 1934), икономист, акедемик
- Гаврил Кръстевич (1820 – 1898), книжовник, генерал-губернатор на Източна Румелия
- Гено Киров (1866 – 1944), драматичен артист
- Георги Генов (1883 – 1967), политически деец, юрист и общественик
- Георги Илиев (1811 – 1899), български революционер
- Георги Мамарчев (около 1786 – 1846), революционер
- Георги Павлов (1881 – 1945), учен, ветеринарен лекар и общественик
- Георги Раковски (1821 – 1867), революционер, национален герой
- Гриша Камбуров (1986 – 2014), юрист, директор на Българския медиен съюз
- Димитър Тишин (1913 – 1992), писател
- Добри Божилов (1884 – 1945), финансист и министър-председател на България 1943 – 44
- Евстрати Дачев (1875 – 1903), революционер от ВМОРО
- Иван Хаджипетров (1834 – 1909), бивш кмет на Бургас
- Иван Белинов (1859 – 1902), политик
- Иван Кишелски (около 1820 – 1880), обществен и политически деец
- Илия Йосифов (1912 – 1993), оперен певец и педагог
- Кръстьо Мирски (1852 – 1920), книжовник и общественик
- Кръстьо Раковски (1873 – 1941), дипломат, политически и държавен деец
- Кръстьо Станчев (1879 – 1944), журналист
- Марко Лерински (1862 – 1902), революционер, войвода
- Неофит Бозвели (около 1785 – 1848), монах, книжовник и общественик
- Никола Боев (1886 – 1950), невролог
- Никола Писаров (1867 – 1937), български военен деец, генерал-майор
- Петър Абрашев (1866 – 1930), политик
- Петър Берон (1795 – 1871), учен, енциклопедист, просветител, педагог, естественик, лекар и философ
- Петър Генов (1882 – 1956), поет и преводач
- Петър Ненков, български духовник и просветен деец от XIX век
- Петър Матеев (1850 – 1940), български общественик и дипломат
- Рафаил Жечев (1891 – 1945), български военен деец, генерал-лейтенант
- Сава Киров (1883 – 1949, София), български революционер, деец на ВМОРО, учил във Варна, четник на Константин Калканджиев по време на Илинденско-Преображенското въстание[1]
- Руси Русев (1896 – 1979), политик
- Софроний Врачански (1739 – 1813), възрожденски книжовник, учител и общественик
- Стефан Ангелов (1878 – 1964), ветеринарен лекар-микробиолог, академик
- Стефан Богориди (1770 – 1859), османски политик
- Стефан Изворски (1815 – 1875), възрожденски учител, преводач и поет
- Стефан Манов (1880 – 1959), политик, журналист и общественик
- Стефан Хаджипетров (1882 – 1936), бивш кмет на Бургас
- Стоян Белинов (1872 – 1944), лекар, оториноларинголог
- Тодор Диманов (1900 – 1975), бизнесмен
- Христо Юрданов (1864 – 1924), военен деец

## Починали в Котел
- Рикардо Тоскани (1857 – 1928), италиански архитект с изключително голям принос за урбанизацията и модернизацията на град Бургас.